# کیلدی‌گولوو
کیلدی‌گولوو (انگلیسی: Kildigulovo) یک شهرک در شهرستان بورزیانسکی باشقیرستان کشور روسیه است.